# (31782) 1999 KM6
1999 كي أم 6 (ويعرف أيضًا باسم (31782) 1999 كي أم 6 وفق تسمية الكوكب الصغير) (بالإنجليزية: 1999 KM6)‏ هو كويكب ضمن حزام الكويكبات؛ وترتيبه 31782 من حيث الاكتشاف.
اكتُشف هذا الجُرم الفلكي بواسطة رافاييل باتشيكو ‏ في 21 مايو 1999.

## وصلات خارجية
- (31782) 1999 KM6 في قاعدة بيانات مختبر الدفع النفاث لأجرام النظام الشمسي الصغيرة

- الاكتشاف · مخطط المدار ·  العناصر المدارية · المعلمات المادية

- (31782) 1999 KM6 على موقع ويكي سكاي: DSS2, SDSS, GALEX, IRAS, Hydrogen α, X-Ray, Astrophoto, Sky Map, Articles and images